# Comcast Technology Center
Le Comcast Technology Center est un gratte-ciel de 342 mètres de hauteur situé à Philadelphie aux États-Unis. C'est le plus haut immeuble de la ville.
Il est également l'immeuble quatorzième plus haut aux États-Unis et le plus haut aux États-Unis dehors New York et Chicago.